# Костюшковичі-Хоболтовські
Костюшко́вичі-Хоболто́вські (Костюшковичі, Костюшки, Хоболтовські) — волинський шляхетський рід. Представники роду займали різноманітні посади в Великому князівстві Литовському, Речі Посполитій. Використовували спочатку власний родовий герб, а пізніше — герб Рох.

### Походження

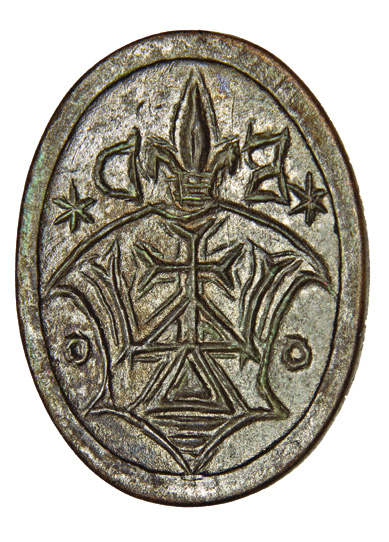
Печатка володимирського земського судді Богдана Костюшковича Хоболтовського (1566-1584 рр.)

Вперше рід згадується в історичних документах в Литовській метриці, під 1486 роком, де двічі згадується про надання королівському товмачу, володимирському зем'янину Івашку († після 1490) платні королем Казимиром. Його син Костюшко Іванович Хоболтовський теж був королівським товмачем, тоді йому належало надане королем Олександром село Хоболтова, однак усі документи, які би це підтверджували були втрачені 1566 року під час пожежі в Хобултівському маєтку, внаслідок чого, пізніше, Хоболтовські не змогли підтвердити своє дворянство.
За службу та збитки зазнані від татарських нападів, польський король Сигізмунд І 4 травня 1518 року надає Костюшку Толмачу привілей стягати мито з проїжджих купців на ставі в Хоболтові, на великій дорозі луцькій.
На 1545 рік, згідно з люстрацією володимирського замку, Хобултова була власністю панів Костюшковичів, які стягували мита з купців самовільно, не маючи грамоти від короля.
У 1570 році в маєтку Костюшковичів, яким належали, крім Хобултови, села Глуботин, Глуботинська Волиця та Яковичі, було 60 димів, 20 городників і 6 боярських дворів. На 1585 рік мали у власності частину села Підбереззя. У 1700 році згадуються, як власники частини села Олизарів.  Наприкінці XVI і в першій половині XVII століття стали особливо частими збройні наїзди Костюшковичів на сусідні маєтки. Пограбоване майно вони перевозили до свого маєтку. Але одночасно й інші феодали чинили збройні наскоки на Костюшковичів, під час яких знищували межові знаки, розорювали і грабували господарства селян.

#### Представники
- Костюшко Іванович Хоболтовський († після 1520) — володимирський зем'янин, королівський товмач ~ Зофія Юріївна Скіндер. Згаданий як свідок продажного листа, який датовано 1 липня 1520 року, Богдана Львовича Боговитиновича князю Василю Михайловичу Сангушковичу Ковельському[5].
  - Петро Костюшкович († після 1589)  — володимирський зем'янин, боярин, повітник (1545), підстароста житомирський (1565). ~ Овдотя Іванівна Гулевич-Дрозденська, вдова Григорія Івановича Козинського та Станіслава Хмелевського[6][7]
    - Данило Петрович (†після 1567)  — власник 20 димів і 3 городів у селі Підбереззя[8], ~ Турівна Федора Ярошнівна
    - Гнівош Петрович († після 1597)
    - Григорій Петрович († після 1590)  — урядник дружини князя Миколи Збаразького, княгині володавської і локацької Ганни Деспотівни Бранкович, приятель князя Романа Сангушка
    - Петро Петрович
      - Федір Петрович

    - Катерина Петрівна, ~ Богуш Заєць Луковський (Зденіжський) [1588][9] з ним 3 синів і 2 дочки, ~ Ярош Мошинський
    - Юрій Петрович
      - Дмитро Юрієвич († після 1561)

    - Семен Петрович († після 1606) — намісник турійський Федора Сангушка; ~ княгиня Катерина Василівна (Пелагея?) Ружинська (1592, †1595), дочка Василя Михайловича, князя роговицького[10]
      - Григорій Семенович († після 1606), ~ Тетяна Андрузька, вдова Каспера Чеховського
        - Бенедикт Григорович († 1649) ~ Ганна Дашкевич (1641), ~ Зузанна Дахнович (у другому шлюбі Константова Напольська)

      - Петро Діонисій Семенович, навчався в Падуанській академії (Piotr Kostiuszkiewicz, 1641)[11]
      - Микола Семенович
      - Марія Семенівна, ~ Остафій Якович Колпитовський, вдовець по Уляні Микитівні Кутровській
      - Юрій Семенович († після 1642)

  - Богдан-Сушко Костюшкович (†1588)  — дворянин господарський, боярин городоцький (1528), намісник луцький (1535),  боярин гуляницький, підсудок, посол на сейм (1567), володимирський земський суддя (1566-1584). ~ Олена Тихнівна (Тимофіївна) Кисіль-Дорогиницька, вдова Михайла Івановича Яковицького[12]
    - Властний Богданович († після 1597)
    - Василь Богданович († після 1602)
      - Гаврило Васильович († після 1606), Кременецький повіт

    - Ганна Богданівна, ~ Іван Романович Сенюта-Ляховецький[13], вдовець по Марії Олехнівні Борзобагатянці Красенській, ~ Костянтин Якович Колпитовський[14][15]
      - Іван Іванович Сенюта-Ляховецький
      - Оксим'я Іванівна Сенюта-Ляховецька
      - Феодора Костянтинівна Колпитовська, ~ Юрій Михайлович Чарторийський
      - Овдотя Констянтинівна Колпитовська, ~ Мартин Лінчевський
      - Олександр Констянтинович Колпитовський
      - Політан Констянтинович Колпитовський
      - Остафій Констянтинович Колпитовський

    - Федір Богданович (†після 1607), ~ Марія Кердеївна
      - Петро-Казимир Федорович (†після 1678), дідич Бронович, ~ Анна Сільницька
        - Юрій Петрович, мечник мельницький (1699)
        - Семен (Шимон) Петрович (1652, 1654)

      - Григорій Федорович (Hrehory Kostiuszkiewicz, 1641)[11]
        - Бенедикт Григорович († після 1649) — дідич Оховців, ~ Аполонія Пірванецька (1700)
          - Ілля Бенедиктович (Eliasz Kościuszkiewicz Chobułtowski) (†після 1700),  ~ Анна Зожевська
            - Мар'яна Іллівна, ~ Каспер Курцевич

      - Ян Федорович († після 1652)

    - Іван Богданович († 1591), ~ Катерина Федорівна Гулевич, з нею два сина і дві дочки
      - Гаврило Іванович (Hawrylo Kostiuszkowicz, 1641)[11] ~ Олена Іздебська (1638)
      - Олександр Іванович (†після 1603)
      - Федір Іванович (†після 1603)

    - Петро Богданович

До роду належали:
Костюшко Іван Іванович — радянський історик-славіст